# Trenchtown Rock
 (décembre 2013).
Si vous disposez d'ouvrages ou d'articles de référence ou si vous connaissez des sites web de qualité traitant du thème abordé ici, merci de compléter l'article en donnant les références utiles à sa vérifiabilité et en les liant à la section « Notes et références ».
Trenchtown Rock (The Anthology 1969-78) est une compilation posthume des Wailers, éditée par le label Trojan.
La plupart des morceaux sont produits par Lee Perry, et datent de la période 1969-1971. Rainbow Country et Natural Mystic datent de 1975, I Know a Place et Who Colt the Game de 1978.

## Liste des morceaux
| Disque 1 1. Adam and Eve 2. Thank You Lord 3. Wisdom 4. Mr. Chatterbox 5. Stop the Train 6. Soul Captives 7. Caution 8. Can't You See 9. Soul Shakedown Party 10. Go Tell It on the Mountain 11. Soon Come 12. Do It Twice 13. Back Out 14. Cheer Up 15. My Cup 16. Try Me 17. Sun Is Shining 18. Duppy Conqueror 19. Soul Rebel 20. Run for Cover 21. Man to Man (Who the Cap Fit) 22. Mr. Brown 23. Reaction 24. Corner Stone 25. Four Hundred Years 26. No Water (Can Quench My Thirst) 27. (Keep That) Love Light (Burning) | Disque 2 1. Small Axe 2. Medley: All in One, Pts. 1-2 3. Don't Rock the Boat 4. Dreamland 5. Put It On 6. Fussing and Fighting 7. Kaya 8. Stand Alone 9. Keep on Moving 10. African Herbsman 11. Down Presser 12. Trenchtown Rock 13. Lively up Yourself 14. Redder Than Red 15. Brand New Second Hand 16. Concrete Jungle 17. Satisfy My Soul 18. Jah Is Mighty 19. Turn Me Loose 20. Keep on Skanking 21. Rainbow Country 22. Natural Mystic 23. I Know a Place 24. Who Colt the Game |